# Rigsarkivet, Aabenraa
Rigsarkivet, Aabenraa, indtil 1. oktober 2014 Landsarkivet for Sønderjylland i Aabenraa, er en af fem lokalafdelinger under Rigsarkivet (tidligere kaldet Statens Arkiver).

## Oprettelse
Rigsarkivet, Aabenraa er det yngste af de 4 tidligere landsarkiver. Det blev oprettet ved lov af 28. april 1931 og afløste et midlertidigt arkivdepot, som Rigsarkivet i 1923 havde oprettet i Aabenraa.

## Arkivbygningerne
Den første arkivbygning, som ligger direkte ud til Haderslevvej, blev opført 1932/33 efter tegninger af kgl. bygningsinspektør Knud Lehn Petersen.
Efter at pladsforholdene i mange år havde været særdeles trange, tilbyggedes i årene 1973/74 en stor moderne arkivbygning, tegnet af kgl. bygningsinspektør Jørgen Stærmose.
Historisk Samfund for Sønderjylland har kontor og butik i den ældre bygning.

## Opgaver
En af hovedopgaverne er at modtage og indsamle historisk værdifulde arkivalier fra lokale myndigheder og stille arkivalierne til rådighed for offentligheden.

## Samlinger
Samlingerne indeholder arkivalier fra lokale og regionale myndigheder og institutioner i området fra Kongeåen til landegrænsen, blandt andet fra dommere, politimestre, præster samt amter og kommuner.
Herudover har arkivet preussiske arkivalier fra perioden 1867-1920, hvor Sønderjylland var indlemmet i Preussen og en stor samling af arkivalier fra private personer og foreninger.

## Eksterne referencer
- Rigsarkivets læsesal i Aabenraa
- Rigsarkivets website

55°3′16.16″N 9°25′34.18″Ø / 55.0544889°N 9.4261611°Ø